# Tobias Siebert (Musiker)
Tobias Siebert (* 1976 in Ost-Berlin) ist ein deutscher Musiker und Musikproduzent. Er ist Sänger und Gitarrist der Band Klez.e und war bis 2012 Gitarrist der Band Delbo. Er ist außerdem mit seinem Soloprojekt And The Golden Choir aktiv.

## Leben
Siebert wuchs in Stolzenhagen (Barnim) auf. 2000 gründeten Annette Herrmann und Tobias Siebert das Label Loob Musik, auf dem später die eigenen Bands Delbo und Klez.e veröffentlicht wurden. Unter dem Namen Solothob veröffentlichte er im gleichen Jahr sein erstes Album Debüh. Tobias Siebert begann seine Arbeit als Produzent 2001 im eigenen Radio Buellebrueck Studio in Berlin-Pankow. Als Teil des Indie.aner-DJ-Teams ist er eine der verbindenden Figuren des (Ex-)Garage Pankow-Umfelds. Ausgegangen von der Arbeit mit seinen eigenen Bands Delbo und Klez.e arbeitete er in dieser Zeit neben vielen Künstlern, beispielsweise mit Bands wie Hund am Strand, Samba oder Kamas zusammen. 2006 zogen das Studio und Loob Musik zusammen in eine Fabriketage nach Kreuzberg. Dort produzierte und arbeitete er mit Künstlern wie, Enno Bunger, Me and my Drummer, Woods of Birnam, Slut, Marcus Wiebusch, Gary, Phillip Boa and the Voodooclub. 2015 veröffentlichte Tobias Siebert als And The Golden Choir sein Debüt Another Half Life über Cargo Records. Seit 2023 arbeitet die Band Kaufmann Frust mit Siebert zusammen.

## Diskografie

### EPs
- 2013: My Transformation[2]
- 2014: It’s not my Life[3]

### CDs
- 2001 Delbo: Holt Boerge
- 2003 Delbo: Innen/außen
- 2004 Klez.e: Leben daneben
- 2006 Delbo: Havarien
- 2006 Klez.e: Flimmern
- 2008 Delbo: Grande Finesse
- 2009 Klez.e: Vom Feuer der Gaben
- 2015 And The Golden Choir: Another Half Life[4]
- 2017 Klez.e: Desintegration
- 2018 And The Golden Choir: Breaking with habits
- 2024 Klez.e: Erregung

## Produzierte Bands (Auswahl)
Produzententätigkeit und Kollaborationen im Tonstudio Radio Buellebrueck Studio:
- Baru – Sailors of the city (Album) – 2013
- Baru – Levity (Album) – 2016
- Doctorella – Drogen und Psychologen (Album) – 2012
- Enno Bunger – Wir sind vorbei (Album) – 2012
- Gary – One Last Hurrah for the Lost Beards of Pompeji (Album) – 2010
- Gary – Hey Turtle, stop running! (Album) – 2012
- Hund am Strand – Adieu Sweet Bahnhof (Album) – 2006
- Herrenmagazin – Atzelgift (Album) – 2008
- Juli – In Love (Album) – 2010
- Kettcar – Sylt (Album) – 2008
- Klez.e – Leben daneben (Album) – 2004
- Klez.e – Flimmern (Album) – 2006
- Klez.e – Vom Feuer der Gaben (Album) – 2009
- Klez.e – Desintegration (Album) – 2017
- Marcus Wiebusch – Konfetti – 3 Songs – 2014
- Marcus Wiebusch – Hinfort! Feindliche Macht – VinylEP – 2013
- Me and My Drummer – The Hawk, The Beak, The Prey (Album) – 2012
- Mikroboy – Eine Frage der Zeit (Album) – 2011
- Navel –  Vomiting (Ltd.) (EP) – 2007
- Phillip Boa and the Voodooclub – Faking to blend in (Album) – 2007
- Phillip Boa and the Voodooclub – Diamonds Fall (Album) – 2009
- Samba – Aus den Kolonien (Album) – 2004
- Samba – Himmel für Alle (Album) – 2006
- Samba – Die Extase der Möwen (Album) – 2011
- Seidenmatt – The Goal Is to Make the Animals Happy (Album Mix) – 2007
- Slut – Alienation – 5 Songs – 2013
- Sofaplanet – Power to the Poeble (Album) – 2004
- Sport – Aus der Asche, aus dem Staub (Album) – 2012
- Virginia Jetzt! (div. B-Seiten) – 2004
- Woods of Birnam – Woods of Birnam – (Album) – 2014